# Communauté de communes du Sud-Ouest Amiénois
La communauté de communes du Sud-Ouest Amiénois est une ancienne communauté de communes française, située dans le département de la Somme. 
Au 1er janvier 2017, la structure fusionne avec deux autres communauté de communes pour former la Communauté de communes Somme-Sud-Ouest.

## Histoire
La communauté de communes est créée par arrêté préfectoral du 30 juin 2004. 
Dans le cadre des dispositions de la loi portant nouvelle organisation territoriale de la République du 7 août 2015, qui prévoit que les établissements publics de coopération intercommunale (EPCI) à fiscalité propre doivent avoir un minimum de 15 000 habitants, la préfète de la Somme propose en octobre 2015 un projet de nouveau schéma départemental de coopération intercommunale (SDCI) qui prévoit la réduction de 28 à 16 du nombre des intercommunalités à fiscalité propre du Département. Ce projet prévoit la « fusion des communautés de communes du Sud Ouest Amiénois, du Contynois et de la région d’Oisemont  », le nouvel ensemble de 37 412 habitants regroupant 120 communes,. À la suite de l'avis favorable de la commission départementale de coopération intercommunale en janvier 2016, la préfecture sollicite l'avis formel des conseils municipaux et communautaires concernés en vue de la mise en œuvre de la fusion le 1er janvier 2016.
La Communauté de communes Somme Sud-Ouest (CC2SO) est ainsi créée au 1er janvier 2017.

## Territoire communautaire

### Géographie
L'intercommunalité regroupait 63 communes : celles des anciens cantons d'Hornoy-le-bourg, Poix-de-Picardie et une partie des communes du canton de Molliens-Dreuil ainsi que la commune de Neuville Coppegueule (canton de Oisemont), dont les conseils municipaux se sont prononcés favorablement à une très large majorité.

### Composition
La communauté de communes était composée en 2016 des 63 communes suivantes :
| Nom                        | Code Insee | Gentilé        | Superficie (km2) | Population (dernière pop. légale) | Densité (hab./km2) |
| -------------------------- | ---------- | -------------- | ---------------- | --------------------------------- | ------------------ |
| Poix-de-Picardie (siège)   | 80630      | Poyais         | 11,66            | 2 398 (2014)                      | 206                |
| Airaines                   | 80013      | Airainois      | 24,88            | 2 368 (2014)                      | 95                 |
| Arguel                     | 80026      | Arguelois      | 2,54             | 29 (2014)                         | 11                 |
| Aumont                     | 80041      | Aumontois      | 3,31             | 132 (2014)                        | 40                 |
| Avelesges                  | 80046      | Avelesgeois    | 4,87             | 57 (2014)                         | 12                 |
| Beaucamps-le-Jeune         | 80061      | Beaucampois    | 6,72             | 220 (2014)                        | 33                 |
| Beaucamps-le-Vieux         | 80062      | Beaucampois    | 5,02             | 1 388 (2014)                      | 276                |
| Belloy-Saint-Léonard       | 80081      | Belloysiens    | 6,55             | 94 (2014)                         | 14                 |
| Bergicourt                 | 80083      | Bergicourtois  | 6,85             | 162 (2014)                        | 24                 |
| Bettembos                  | 80098      |                | 4,16             | 93 (2014)                         | 22                 |
| Blangy-sous-Poix           | 80106      |                | 8,01             | 187 (2014)                        | 23                 |
| Bougainville               | 80119      | Bougainvillais | 10,21            | 443 (2014)                        | 43                 |
| Briquemesnil-Floxicourt    | 80142      |                | 7,35             | 208 (2014)                        | 28                 |
| Brocourt                   | 80143      | Brocourtois    | 2,41             | 101 (2014)                        | 42                 |
| Bussy-lès-Poix             | 80157      | Bussiens       | 4,40             | 96 (2014)                         | 22                 |
| Camps-en-Amiénois          | 80165      |                | 4,54             | 177 (2014)                        | 39                 |
| Caulières                  | 80179      | Caulièrois     | 5,41             | 202 (2014)                        | 37                 |
| Courcelles-sous-Moyencourt | 80218      |                | 6,78             | 121 (2014)                        | 18                 |
| Croixrault                 | 80227      |                | 8,96             | 430 (2014)                        | 48                 |
| Dromesnil                  | 80259      |                | 5,38             | 104 (2014)                        | 19                 |
| Éplessier                  | 80273      | Éplessierois   | 14,09            | 382 (2014)                        | 27                 |
| Équennes-Éramecourt        | 80276      | Équenois       | 9,08             | 305 (2014)                        | 34                 |
| Famechon                   | 80301      |                | 4,84             | 250 (2014)                        | 52                 |
| Fluy                       | 80319      | Fluyens        | 6,38             | 313 (2014)                        | 49                 |
| Fourcigny                  | 80340      |                | 4,55             | 187 (2014)                        | 41                 |
| Fresnoy-au-Val             | 80357      |                | 8,07             | 246 (2014)                        | 30                 |
| Fricamps                   | 80365      |                | 5,55             | 168 (2014)                        | 30                 |
| Gauville                   | 80375      | Gauvillois     | 7,32             | 361 (2014)                        | 49                 |
| Guizancourt                | 80402      |                | 5,94             | 112 (2014)                        | 19                 |
| Hescamps                   | 80436      | Hescampois     | 34,56            | 526 (2014)                        | 15                 |
| Hornoy-le-Bourg            | 80443      | Hornoyens      | 51,23            | 1 654 (2014)                      | 32                 |
| Lachapelle                 | 80455      |                | 2,51             | 72 (2014)                         | 29                 |
| Lafresguimont-Saint-Martin | 80456      |                | 26,54            | 520 (2014)                        | 20                 |
| Laleu                      | 80459      |                | 1,56             | 99 (2014)                         | 63                 |
| Lamaronde                  | 80460      | Marondins      | 2,55             | 60 (2014)                         | 24                 |
| Le Quesne                  | 80651      | Quesnois       | 1,43             | 279 (2014)                        | 195                |
| Lignières-Châtelain        | 80479      | Lignérois      | 6,54             | 366 (2014)                        | 56                 |
| Liomer                     | 80484      | Liomerois      | 3,89             | 406 (2014)                        | 104                |
| Marlers                    | 80515      |                | 3,93             | 141 (2014)                        | 36                 |
| Meigneux                   | 80525      |                | 3,97             | 169 (2014)                        | 43                 |
| Méréaucourt                | 80528      |                | 3,04             | 6 (2014)                          | 2                  |
| Méricourt-en-Vimeu         | 80531      |                | 3,31             | 104 (2014)                        | 31                 |
| Métigny                    | 80543      |                | 6,68             | 126 (2014)                        | 19                 |
| Molliens-Dreuil            | 80554      |                | 22,80            | 869 (2014)                        | 38                 |
| Montagne-Fayel             | 80559      |                | 6,93             | 165 (2014)                        | 24                 |
| Morvillers-Saint-Saturnin  | 80573      |                | 12,78            | 416 (2014)                        | 33                 |
| Moyencourt-lès-Poix        | 80577      | Moyencourtois  | 10,45            | 172 (2014)                        | 16                 |
| Neuville-Coppegueule       | 80592      | Neuvillois     | 8,66             | 562 (2014)                        | 65                 |
| Offignies                  | 80604      |                | 4,47             | 70 (2014)                         | 16                 |
| Oissy                      | 80607      |                | 5,52             | 232 (2014)                        | 42                 |
| Quesnoy-sur-Airaines       | 80655      |                | 16,14            | 443 (2014)                        | 27                 |
| Quevauvillers              | 80656      | Quevauvillois  | 8,82             | 1 125 (2014)                      | 128                |
| Riencourt                  | 80673      |                | 10,16            | 188 (2014)                        | 19                 |
| Saint-Aubin-Montenoy       | 80698      |                | 10,41            | 226 (2014)                        | 22                 |
| Sainte-Segrée              | 80719      |                | 2,27             | 60 (2014)                         | 26                 |
| Saint-Germain-sur-Bresle   | 80703      |                | 8,69             | 214 (2014)                        | 25                 |
| Saulchoy-sous-Poix         | 80728      |                | 3,72             | 67 (2014)                         | 18                 |
| Tailly                     | 80744      |                | 4,05             | 60 (2014)                         | 15                 |
| Thieulloy-l'Abbaye         | 80754      |                | 14,66            | 343 (2014)                        | 23                 |
| Thieulloy-la-Ville         | 80755      |                | 3,28             | 133 (2014)                        | 41                 |
| Villers-Campsart           | 80800      |                | 4,45             | 143 (2014)                        | 32                 |
| Vraignes-lès-Hornoy        | 80813      |                | 5,65             | 90 (2014)                         | 16                 |
| Warlus                     | 80821      | Warlusiens     | 8,12             | 230 (2014)                        | 28                 |

### Démographie
| 1968   | 1975   | 1982   | 1990   | 1999   | 2008   | 2014   |
| ------ | ------ | ------ | ------ | ------ | ------ | ------ |
| 19 501 | 19 627 | 20 019 | 19 747 | 19 852 | 21 231 | 21 670 |

## Administration

### Siège
La Communauté avait son siège à Poix-de-Picardie, 16 bis route d'Aumale

### Élus
La communauté est administrée par son Conseil communautaire, composé de 93 élus des conseils municipaux représentant chacune des 63 communes membres.
Le conseil communautaire du 17 avril 2014 a réélu son président, Alain Desfosses, maire de Fresnoy-au-Val et son bureau pour le mandat 2014-2016, avec 9 vice-présidents, à raison de trois par canton, et cinq autres membres.
Il s'agissait de : 
Vice-présidents
1. Jannick Lefeuvre, vice-président chargé de l'urbanisme, maire de Lafresguimont-Saint-Martin, conseiller général du canton de Hornoy-le-Bourg ;
2. Dominique Magnier, vice-président chargé du SPANC, maire de Morvillers-Saint-Saturnin ;
3. Jean-Jacques Stoter, vice-président chargé de l'aménagement de l'espace et de l'éolien, maire de Briquemesnil-Floxicourt,conseiller général du canton de Molliens-Dreuil
4. James Froidure, vice-prédent chargé de la petite enfance, maire de Hornoy-le-Bourg ;
5. Rose-France Delaire, vice-président chargé de la culture, maire de Poix-de-Picardie ;
6. Thierry Hébert, vice-président chargé de la voirie, maire d'Avelesges ;
7. François Thiverny, vice-président chargé du centre aquatique, maire de Beaucamps-le-Vieux ;
8. Marc Dewaële, vice-président chargé du « bien vieillir », maire de Lachapelle, conseiller général du canton de Poix-de-Picardie ;
9. François Rouillard, vice-président chargé du tourisme, conseiller municipal d'Airaines[9], [10]

### Liste des présidents
| Période                                  | Période       | Identité        | Étiquette | Qualité |
| ---------------------------------------- | ------------- | --------------- | --------- | --- |
| Les données manquantes sont à compléter. |               |                 |           | |
| 2004                                     | 2008          | Pierre Bernard  |           | Maire de Gauville (1963 → 2008) Président du SIVOM du canton (mars 1964 → mars 2001) Président du pays de Somme Sudouest (avril 1996 → décembre 2007) |
| 14 avril 2008                            | décembre 2016 | Alain Desfosses |           | Maire de Fresnoy-au-Val, agriculteur |

### Compétences
L'intercommunalité exerçait les compétences qui avaient été transférées  par les communes qui la composent, dans les conditions fixées par le code général des collectivités territoriales.
Il s'agissait de l'aménagement de l'espace ; le développement économique ; le tourisme ; la politique du logement et du cadre de vie ;  la piscine située à Poix de Picardie ; la voirie ; l'assainissement autonome (SPANC) ; l'érosion et le ruissellement ; l'action culturelle ; le service aux personnes ; la prestation de services aux communes ; le multimédia ; la petite enfance ; la collecte et le traitement des ordures ménagères.

### Budget et fiscalité
La Communauté de communes était un établissement public de coopération intercommunale à fiscalité propre.
Afin d'assurer ses compétences, la communauté de communes pecevait une fiscalité additionnelle aux impôts locaux perçus par les communes, avec une fiscalité professionnelle de zone et sans fiscalité professionnelle sur les éoliennes
Leurs taux étaient les suivants pour l'exercice 2008 : 
- taxe d'habitation : 2,88 %
- Taxes foncières sur les propriétés bâties : 4,82 %
- Taxes foncières sur les propriétés non bâties : 8,7 %
- Taxe professionnelle : 2,56 %
- Taxe professionnelle de zone : 9,53 %, concernant la ZAC du Sud-ouest amiénois[13]

Le conseil conseil communautaire du 7 mai a fixé ceux de l'année 2014, dont le produit reste inchangé par rapport à celui de l'année précédente : 
- Taxe d'habitation : 7,50 % ;
- Taxe fonciède sur le foncier bâti : 5,65 % ;
- foncier non bâti : 10,71 % ;
- cotisation foncière entreprise : 5,58 % ;
- fiscalité éolienne : 23,67 %[12]. Il est difficile de comparer l'évolution de ces taux sur un mandat, car les compétences transférées par les communes, et donc les charges de l'intercommunalité ont pu évoluer.

### Organismes de regroupement
Le Conseil Communautaire du 14 juin 2007 a adopté le principe d’adhésion de la communauté de communes au syndicat mixte du Pays du Grand Amiénois .
Par délibération du 18 décembre 2008, adhésion au Syndicat MIxte de Ramassage et Traitement des Ordures Ménagéres (SMIRTOM) situé à Thieulloy-l'Abbaye.
En 2016, l'intercommunalité était membre du Syndicat mixte Somme Numérique ; du Syndicat mixte d'aménagement de l'ancienne voie ferrée Longpré-Airaines-Oisemont ; du syndicat mixte "Trinoval" (déchets ménagers) ; du Syndicat intercommunal d'aménagement de la Vallée de l'Airaines et du Syndicat intercommunal d'Aménagement de la Rivière du Liger .

## Réalisations
La Communauté mène ou accompagne des actions : 
- en matière de développement économique : elle a créé la zone d'activité de l'échangeur de l'autoroute A29 à Croixrault et initié l'implantation sur cette zone de l'industriel Del Monte (conditionnement de fruits et légumes frais).
- dans des domaines intéressant directement la vie des habitants : logement (plan d'action pour l'implantation de logements collectifs),  aide aux personnes âgées, culture (financement des actions de valorisation des bibliothèques, mise en réseau des bibliothèques, organisation d'un festival de musique) et multimédia (développement sur le territoire intercommunal)[7].

En 2012, elle a pris en charge les transports scolaires, normalement dévolus au Conseil Départemental, en les combinant en 2013 avec le transport à la demande.
En 2014, elle a co-financé, moyennant 1,2 million d'euros, le réaménagement et la mise aux normes du cinéma de Poix de Picardie "Le Trianon", permettant notamment, la projection de films selon les standards numérique et 3D.
Elle gérait la crèche intercommunale "Les Frimousses", implantée à Poix de Picardie.
Elle a initié l'aménagement d'un centre aquatique intercommunal "Aquasoa",  en remplacement de l'ancienne piscine de Poix-de-Picardie. Le coût de cet équipement est estimé à huit millions sept cent mille euros hors taxes. L'ouverture au public en est intervenue en avril 2017 par les soins de la nouvelle structure intercommunale, la Communauté de Communes Somme Sud Ouest .